# Герман I (патріарх Константинопольський)
Герман I Константинопольський або Патріарх Герман І (грец. Πατριάρχης Γερμανός, ~634 — 733/740) — патріарх Константинопольський протягом 15 років (715—730), противник іконоборства. 

## Біографія
Герман народився в Константинополі біля 634 року. Його батька, патриція Юстиніана було страчено в 668 році за наказом імператора Костянтина IV (668—685) через обвинувачення в замаху та вбивстві імператора Константа ІІ. Германа оскопили і віддали в церковні клірики в монастир, де він ґрунтовно вивчив Святе Письмо. Герман був поставлений єпископом в місті Кізик, а в 715 році обраний Патріархом Константинопольським.
Був твердим супротивником іконоборства. Після початку гонінь на іконошанування, Герман почав викривати імператора Лева III в єресі. Лев запросив його на засідання Таємної ради (Silentium), але патріарх на питання про іконошанування відповідав, що не згоден вводити щось нове в справах віри без Вселенського Собору.
Герман вступив в переписку з папою римським і писав йому про свій спротив імператору. Він також відправив до Риму ряд константинопольських святинь, які в даний час зберігаються в особистій папській капелі Сан-Лоренцо поруч з Латеранською базилікою.
17 січня 729 року імператор запросив патріарха на засідання Верховної ради і знову підняв питання про іконошанування. Герман заперечував проти політики іконоборства, але, не знаходячи підтримки серед імператорського оточення, склав із себе патріаршу владу.
Герман був патріархом 14 років і 5 місяців. Помер святий Герман в 740 році, у віці 95-ти років, і похований в монастирі Хору в Константинополі. Згодом його мощі були перенесені до Франції.
Замість Германа константинопольським патріархом став іконоборець Анастасій, який підписав едикт проти шанування ікон. Цей едикт став першим іконоборчим документом, виданим не тільки від імені імператора, але і від церкви.

## Канонізація
Вважається святим Католицькою і Православною церквою, день пам'яті в Православній церкві 12 (25) травня, в Католицької церкві 12 травня.